# Теклу, Николае
Николае Теклу (рум. Nicolae Teclu, niko'lae 'teklu; 1839—1916) — румынский химик, который дал имя известной «горелке Теклу». Он изучал инженерное дело и архитектуру, а затем химию. Продолжая свою карьеру, он стал профессором общей и аналитической химии в Вене.

## Биография
Родился в 1839 г. в Брашове, находившемся тогда в Австрийской империи. К тому времени химия как наука ещё не была достаточно развита. Теклу изучал химию в Венском политехническом институте, а позже — архитектуру в мюнхенской Академии изящных искусств. После короткого времени, проведённого в Румынии, он возвращается в Вену и становится там профессором общей и аналитической химии. В 1890 г. Николае Теклу получает патент на своё изобретение — газовую горелку с механизмом, позволяющим смешивать нужные объёмы метана и воздуха. Его горелка создаёт пламя с более высокой температурой, чем горелка Бунзена. «Горелки Теклу» распространены по всему миру.
Его области исследования включают:
- Сопротивление бумажных и древесных волокон
- Минеральные красители
- Масла, используемые в изобразительном искусстве
- Горение газов (алканы)

Он также создал ещё несколько лабораторных инструментов, сохраненных ныне в Бухарестском университете. Самый важный — прибор для обнаружения метана, а другой — для производства озона.
Член Румынской академии.

## Память
- В честь Николае Теклу названа станция на линии МЗ Бухарестского метро, открытая в 2008 году.